# Ulisses Spiele
Ulisses Medien & Spiel Distributions GmbH, également appelé Ulisses Spiele, est une entreprise allemande d'édition de jeux de société, et notamment de jeux de rôle.

## Historique
Le 9 décembre 1991, Ulrich Roos fonde la société Ulisses Spiele avec un capital de départ de 1 000 DEM (env. 500 EUR). Le nom vient du roman de James Joyce, Ulysse, transformé pour rappeler le prénom du fondateur, Ulrich.
Au printemps 2006, Ulisses Spiele obtient de la part de Fantasy Productions la licence pour le développement de Myranor, un continent de Dère, le monde du jeu de rôle L'Œil noir. Le 18 avril 2007, FanPro lui octroie également la publication des règles de L'Œil noir, puis milieu 2011 la publication des romans (FanPro ferme ses portes en 2012).
En 2008, Ulisses Spiele fusionne avec l'éditeur Truant-Verlag, et Mario Truant devient le directeur de publication. Mario Truant quitte l'entreprise en octobre 2013, pendant le développement de la 5e édition de L'Œil noir.
Ils éditent les versions allemandes des licences Earthdawn, Battletech, Pathfinder, le jeu de rôle et Anima Tactics.